# Рене, Оливье
Оливье́ Рене́ (фр. Olivier Renet; 21 декабря 1964) — французский шахматист, гроссмейстер (1990).
Участник 22-го чемпионата мира среди юниоров (1983) в г. Бельфоре (23-е место, 61 участник) и 14-го чемпионата Европы среди юниоров (1984/1985) в г. Гронингене (11-е место, 32 участника).
Многократный участник различных соревнований в составе национальной сборной по шахматам:
- 6 олимпиад (1986—1996).
- 1-й командный чемпионат мира (1985) в г. Люцерне.
- 5-й командный чемпионат мира среди шахматистов до 26 лет (1985) в г. Мендосе.
- 3 командных чемпионата Европы (1989—1997). На чемпионате 1989 года О. Рене, играя на 1-й доске, завоевал золотую медаль в индивидуальном зачёте.
- 8-й Кубок Митропы[нем.] (1983) в г. Лиенце.

В составе различных команд участник 10-и Кубков европейских клубов (1986, 1993, 1995—1999, 2004, 2015).

## Изменения рейтинга
| Графики недоступны из-за технических проблем. См. информацию на Фабрикаторе и на mediawiki.org. |